# 天鹽榮站

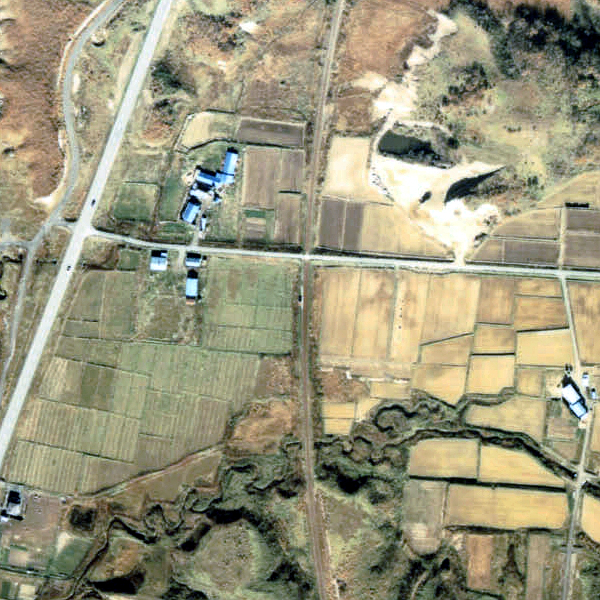
1977年的天鹽榮站與方圓約500米範圍。上方為幌延方向。臨時乘降場風格的車站是位於田園地帶中。由於周邊都是被綠草覆蓋，因此比較較難確認，實際上月台可容納3卡車廂。靠近幌延一方設有平交道，平交道處設有小路與路軌並行，在月台出入口處附近候車室。

天鹽榮站（日语：／ Teshio-Sakae eki */?）是位於北海道苫前郡初山別村字榮，日本國有鐵道（國鐵）的羽幌線車站（廢站）。隨著羽幌線廢線，車站在1987年（昭和62年）3月30日廢除。
部分普通列車通過此站，在1986年（昭和61年）11月1日改正的時間表（廢除時的時間表），下行1班列車通過此站（為急行「羽幌」後續的列車，只停靠主要車站。上行班次停站））。

## 歷史
- 1957年（昭和32年）11月6日 - 日本國有鐵道羽幌線築別站至初山別站之間開通，此站啟用[1]。當時為旅客車站[1]。
- 1987年（昭和62年）3月30日 - 羽幌線全線廢除，此站也廢除[1]。

## 車站構造
截至車站廢除前，車站是一座地面車站，設有1面1線的單式月台。月台位於路軌西邊（幌延方向的列車會開啟左邊車門）。
此站是無人車站，月台只有候車室，沒有車站大樓。

## 站名的由來
車站名稱取自車站所在地。在開設時，由於富內線已經設有榮站，因此冠以舊國名「天鹽」。
該地名在1941年（昭和16年）在字名修正之際，公開招募了新名，當中選出了「榮」，寓意「懷著『繁榮』的希望」。

## 車站周邊
- 國道232號（日语：国道232号）（天賣國道/日本海奧羅龍線（日语：日本海オロロンライン））
- 榮海岸 - 距離車站約1公里。鈴蘭生身地[3]。
- 莫塞塔基奈川

## 現況

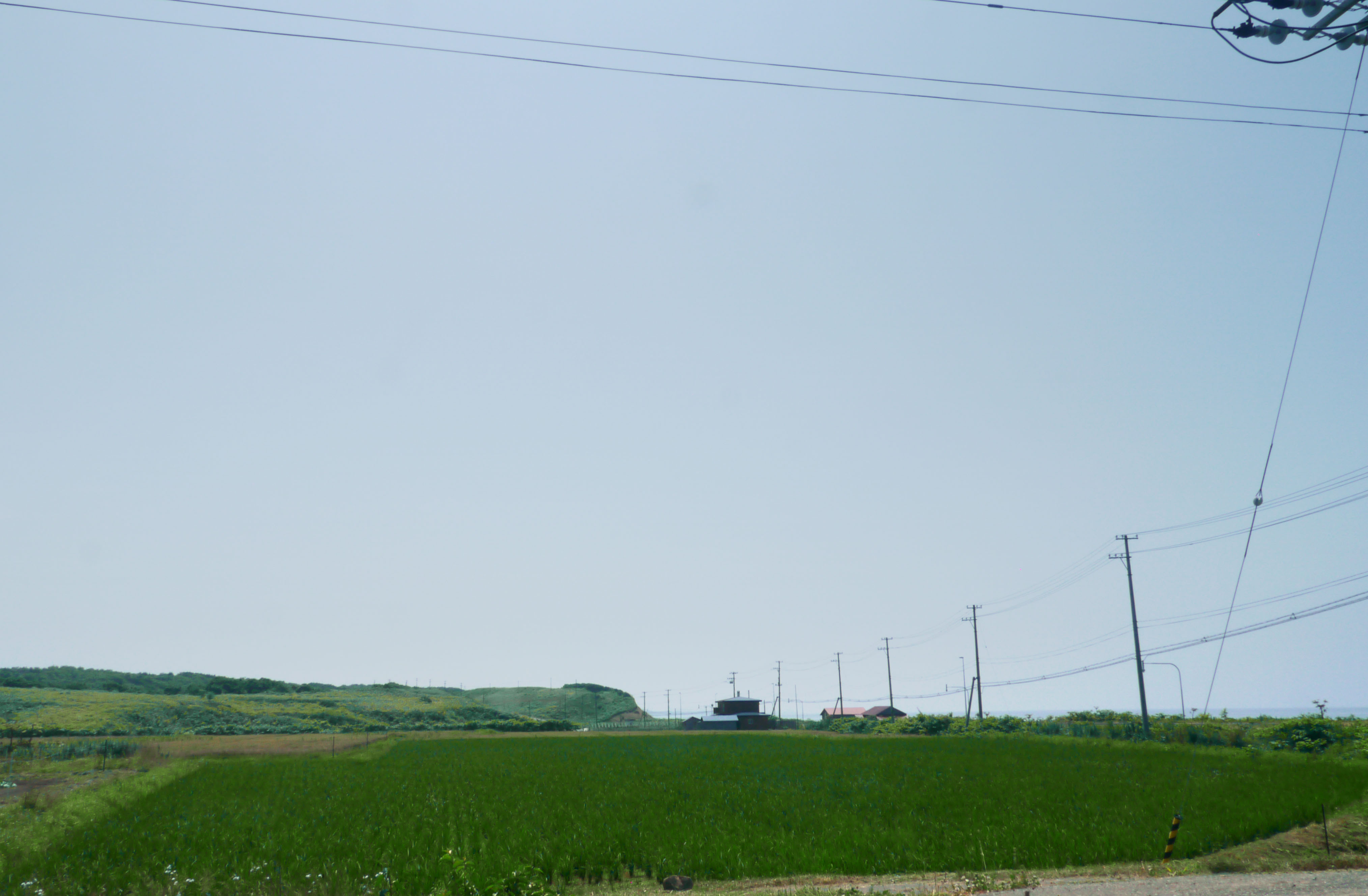
天塩栄駅跡（2011年7月28日）

現時，車站變回荒野。

## 相鄰車站
日本國有鐵道
羽幌線
天鹽有明－天鹽榮－初山別

## 注腳
1. 1 2 3 4 5 6  石野哲（編）. . JTB. 1998: 872. ISBN 978-4-533-02980-6 （日语）.
2. ↑  時刻表《JNR編集 時刻表 1987年4月号》（弘濟出版社，1987年4月發行）JR新聞13頁。
3. 1 2 3  書籍《国鉄全線各駅停車1 北海道690駅》（小學館，1983年7月發行）201頁。
4. 1 2   第1版. 札幌市: 日本国有鉄道北海道総局. 1973-3-25: 108. ASIN B000J9RBUY （日语）.

## 外部連結
- 羽幌線廢線跡調査 （页面存档备份，存于）（日語）